# Liste der kursächsischen Regimenter der Frühen Neuzeit
Die vorliegende Liste der Regimenter der Frühen Neuzeit endet mit dem Ende des Kurfürstentum Sachsen am 11. Dezember 1806. Eine Zäsur, wie sie die brandenburg-preußische Armee auf Grund ihrer Kapitulation 1806 erfuhr, gab es nicht. Die meisten Regimenter führten innerhalb des napoleonischen Rheinbundes die Tradition der Regimenter der Frühen Neuzeit fort. Seit dem 16. Jahrhundert wurde eine Vielzahl von temporär existierenden Regimentern aufgestellt, meist aus Anlass von Feldzügen. Sie sind noch nicht Bestandteil dieser Übersicht.

## Erläuterung der Systematik
Eine Stammliste und eine Nummerierung der Infanterieregimenter der kursächsischen Armee wurde nicht eingeführt. Die Bezeichnung erfolgte nach dem Namen des Regimentsinhabers. Die unten stehende Liste nimmt die nachhaltig existierenden Regimenter in der Reihenfolge der Entstehung auf und wird nach Bleckwenn bezeichnet. Zusätzlich wurde der unten stehenden Liste das Gründungsjahr hinzugefügt. So soll eine Vergleichbarkeit erleichtert werden. Diese Nummerierung folgt konsequent den Aufstellungen von Tessin. Wurden in einem Jahr mehrere Regimenter gegründet, fügte Tessin eine zweite Ziffer hinzu (z. B. „1756/2“ = zweites kursächsisches Regiment, das im Jahre 1756 aufgestellt wurde). Es folgen die Namen der Regimentschefs bzw. der Name (ggf. Name des Kommandeurs).
Bedeutung der verwendeten Zeichen: „*“ = Gründung, „†“ = Auflösung, „>“ = Verbleib, „=“ = Doppelfunktion als stehendes Regiment eines Reichsstandes.

## Infanterieregimenter
Zu Beginn des Siebenjährigen Krieges mussten die meisten kursächsischen Regimenter 1757 bei Pirna vor Preußen kapitulieren. Der Versuch Regimenter geschlossen in die preußische Armee zu übernehmen, scheiterte auf der ganzen Linie. Die meisten Soldaten desertierten. In der Folge konnten die Truppen in neuen Formationen aufgestellt werden. Sie kämpften vor allem mit der französischen Armee in Westdeutschland gegen die Alliierten.
→ Liste der Infanterieregimenter der altpreußischen Armee: ehemals kursächsische Regimenter
- Infanterieregiment No. 1 1663

*1663 als Leibregiment zu Fuß (Brandt - 1676 Kuffer) - 1680 Leibregiment - 1692 Leibgarde - 1694 Leibgarde - 1700 Garde - 1712 1. Garde - 1733 1. Garde - 1748 Garde - †1756 > Altpreußisches Infanterieregiment S 52 (1756) - 1757 wieder aufgelöst > 1763 Garde - 1764 Kurfürst > 1806
- Infanterieregiment No. 2 1680/2 (< von Obersächsischer Kreis)

*1680 als Herzog Christian zu Fuß - 1689 Prinz Christian August - 1692 Schöning - 1693 Bornstedt - 1700 Kurprinz - 1713 Königlicher Prinz - 1733 Leibregiment (Integration Grenadierbataillon Friesen) - 1740 Königin - †1756 > 1758 Prinz Joseph - 1763 Kurfürst - 1764 Thiele - 1778 Anhalt - 1783 Brühl - 1786 Hartitzsch - 1794 Wiedemann - 1795 Niesemeuschel > 1806 → 1813 aufgelöst
- Infanterieregiment No. 3 1682/5

*1682 als Kuffer zu Fuß - 1689 Uetterodt - 1697 Holstein - 1699 Königin - 1727 Prinz Joseph - 1728 Rutowsky - 1729 Böhnen - 1730 Haxthausen - 1741 Frankenberg - 1744 Sachsen-Gotha - †1756 > Altpreußisches Infanterieregiment S 54 (1756) - †1758 > 1758 Sachsen-Gotha - 1799 Low > 1806 → 1813 aufgelöst
- Infanterieregiment No. 4 1701/5[3]

*1701 als Beichlingen zu Fuß - 1703 Wackerbarth - 1714 Friesen - 1717 Pflugk († 1728) - 1728 Caila - 1740 Niesemeuschel - 1746 Frankenberg - 1751 Prinz Friedrich August - †1756 > Altpreußisches Infanterieregiment S 56 (1756) - †1763 > neu: 1757 Prinz Friedrich August - 1763 Kurprinz - 1763 Kurfürst - 1764 Prinz Maximilian > 1806
- Infanterieregiment No. 5 1704/6[4]

*1704 als Weissenfels zu Fuß (Herzog Johann Adolf von Sachsen-Weissenfels) - 1746 Prinz Clemens - †1756 > Altpreußisches Infanterieregiment S 58 (1756) - †1757 > neu 1758 Prinz-Clemens > 1806 → 1813 aufgelöst
- Infanterieregiment No. 6 1709/2[5]

*1709 als Seckendorff-Grenadiere - 1711 Seckendorff-Infanterie - 1717 Diemar - 1719 Marancourt - 1723 Schwarzburg-Rudolstadt - 1728 Sachsen-Gotha - 1734 Löwenthal - 1736 Sulkowsky - 1744 Nicolaus Pirch - 1746 Minckwitz - †1756 > Altpreußisches Infanterieregiment S 53 (1756) - †1757 > 1758 Minckwitz-Infanterie - 1759 Prinz Anton > 1806
- Infanterieregiment No. 7 1711/3[6]

*1711 als Flemming-Infanterie - 1715 Wackerbarth - 1717 Dressky - 1729 Wilke - 1739 Cosel - 1746 Friesen - 1755 Prinz Karl Maximilian - †1756 > Altpreußisches Infanterieregiment S 59 (1756) - †1757 > 1758 Prinz Karl Maximilian - 1782 Zanthier - 1798 Prinz Friedrich August > 1806
- Infanterieregiment No. 8 1723/1[7]

*1723 als ? - 1730 Grenadier Regiment Sachsen-Weimar - 1733 Prinz Xaver - †1756 > Altpreußisches Infanterieregiment S 59 (1756) - †1757 > 1758 Prinz Xaver > 1806 - Oebschelwitz → 1810 aufgelöst
- Infanterieregiment No. 9 1729/1

*1729 als Garde Grenadier-Regiment - 1733 Grenadiergarde - 1743 Leibgrenadiergarde - †1756 > neu 1763 Leibgrenadiergarde > 1806
- Infanterieregiment No. 10 1729/3 (auch: Janitscharenkorps)

*1729 als Janitscharen-Bataillon - 1731 Friesen Grenadier-Bataillon - †1733 (dann 3. Bataillon im Regiment Königin)
- Infanterieregiment No. 10 1741/1

*1741 als Schönberg-Füsiliere aus dem 3. Bataillon errichtet - 1745 Rochow - 1746 Rochow-Infanterie (Musketiere)- 1748 durch Bellegarde und Jasmund ergänzt - †1756 > Altpreußisches Infanterieregiment S 50 (1756) - †1757 > (neu in Ungarn) 1758 Rochow - 1762 Prinz Maximilian - 1764 Solms-Wildenfels - 1779 Riedesel - 1786 Lindt - 1801 Rechten > 1806 → 1813 aufgelöst
- Infanterieregiment No. 11 1741/2

*1741 als Brühl-Infanterie - †1756 > Altpreußisches Infanterieregiment S 51 (1756) - †1757 > neu 1758 Brühl-Infanterie - 1763 Brühl - 1764 Borke - 1775 Carlsburg - 1786 Langenau - 1794 Winckel - 1798 Sänger > 1806 - Cerrini → 1810 aufgelöst
- Infanterieregiment No. 12 1742/5

*1742 als Stolberg-Infanterie (Friedrich Botho zu Stolberg-Roßla) - 1752 Lubomirski - †1756 > Altpreußisches Infanterieregiment S 55 (1756) - †1760 > neu 1758 Lubomirski - 1763 Block - 1778 Lecoq - 1789 Boblick - 1792 Bomsdorff - 1794 Nostitz - 1802 Thümmel > 1806 - Burgsdorf → 1810 aufgelöst
- Infanterieregiment No. 13 1748

*1748 als Bellegarde-Grenadiere - 1750 Kurprinzessin-Grenadiere - †1756 > neu 1758 Kurfürstin - 1781 Bennigsen - 1784 Reitzenstein - 1790 Wolffersdorff - 1791 Heyde - 1800 Brause - 1800 Ryssel - †1805 > 1805 Bünau - 1806 Bevilaqua > 1806 (Niederlage) - 1809 Dyherrn > 1810 (aufgelöst)

## Kavallerieregimenter

### Kürassierregimenter
- Kürassierregiment K 1 1620/1[9]

*1620 als „Hoffahne“ - 1701 „Garde du Corps“ - 1740 Chevalier de Saxe - †1756 Kapitulation gegen Preußen - 1761 neu aufgestellt als Schlieben-Kürassiere - 1763 „Garde du Corps“ (Cossel) > 1806 - †1812 im Russlandfeldzug untergegangen
- Kürassierregiment K 2 1680/2

*1680 als Promnitz zu Pferde - 1680 Promnitz - 1682 Plotho († 1689) - 1689 Haubitz - 1692 Rathsamshausen - 1695 Reuß-Obergreiz - 1697 Trauttmannsdorf-Kürassiere - 1699 Friedrich Heinrich de Sussannet, Marquis de La Forest - 1700 Kurprinz - 1713 Königlicher Prinz - 1733 Leibregiment - †1756 Kapitulation gegen Preußen - 1761 neu aufgestellt als Leibregiment - 1764 Kurfürst > 1806
- Kürassierregiment K 3 1698/1

*1698 als Wolfenbüttel-Dragoner - Braunschweig-Wolfenbüttel - 1701 Milkau - 1717 Birkholz - 1726 Arnstädt der Ältere († 1732) - 1732 Arnstädt der Jüngere - 1741 Rechenberg - 1748 Kürassiere (Rechenberg) - 1748 Schwarzburg-Sondershausen - 1749 Anhalt-Dessau - †1756 Kapitulation gegen Preußen - 1763 neu aufgestellt als Anhalt-Kürassiere - 1786 Rex - 1786 Bellegarde - 1789 Zetschwitz - 1801 Kochtitzky > 1806 > 1808 Zastrow
- Kürassierregiment K 4 1702/4

*1702 Tiesenhausen-Kürassiere - 1704 Gersdorff - 1706 Winckel - 1713 Althann - 1714 Kyaw - 1715 Arnstädt - 1717 Pflugk - 1728 Hackeborn - 1730 Polenz - 1734 Venediger - 1738 Maffey - 1745 Vitzthum - †1756 Kapitulation gegen Preußen - 1763 neu aufgestellt als Vitzthum-Kürassiere - 1765 Benkendorf - †1778
- Kürassierregiment K 5 1703/1

*1703 als Flemming-Kürassiere - 1706 Prinz Alexander - 1727 Prinz Friedrich - 1733 Kurprinz - 1734 Königlicher Prinz - †1756 Kapitulation gegen Preußen - 1763 neu aufgestellt als Königlicher Prinz - 1763 Kurprinz - 1764 Ronnow - †1778
- Kürassierregiment K 6 1704/1

*1704 als Wrangel-Dragoner - 1710 Baudissin - 1717 Klingenberg - 1729 George de Saxe - 1741 Pirch - 1745 Plötz - 1748 Plötz-Kürassiere - †1756 Kapitulation gegen Preußen - 1763 neu aufgestellt als Brenkenhof-Kürassiere - †1778
- Kürassierregiment K 7 1717 (< Brandenburg-Ansbach)

*1717 als Flemming-Dragoner - 1718 Baudissin-Carabiniers - 1730 Carabiniergarde - 1733 Carabiniergarde - 1763 Carabinier-Regiment (Brühl) - 1786 Bassewitz - 1791 Liebenau - 1792 Zezschwitz > 1806

### Chevaulegerregimenter
- Chevaulegerregiment C I von 1734/2

*1734 als Prinz Karl-Chevaulegers - 1758 Herzog von Kurland - 1796 Dehn-Rotfelser  - 1799 Prinz Clemens - 1811 Ulanen-Regiment → 1813 Königs-Husaren-Regiment Nr. 18
- Chevaulegerregiment C II von 1734/1

*1734 als Sybilsky-Chevaulegers - 1748 Brühl - 1764 Renard - 1779 Goldacker - 1788 Sachsen-Weimar - 1793 Rössler - 1801 Polenz - 1810 Vakant → 1812 im Russlandfeldzug fast vollständig vernichtet
- Chevaulegerregiment C III von 1742/3

*1742 als Rutowsky-Chevaulegers - †1756 Kapitulation gegen Preußen - Umwandlung in das altpreußische Dragonerregiment D XII (II. Bat.), aufgelöst 1757 - Sackendragoner - 1771 Sacken-Chevaulegers - 1778 Sacken-Dragoner - 1784 Sacken-Chevaulegers - 1790 Gersdorff - 1804 Prinz Johann → 1812 im Russlandfeldzug fast vernichtet
- Chevaulegerregiment C IV von 1744

*1744 als Prinz Albrecht-Chevaulegers → 1812 im Russlandfeldzug fast vernichtet

### Ulanenregimenter
- Ulanenregiment U 1 von 1743

*1743 als Ulanen - 1750 Bronikowski - 1757 Renard - 1759 Schiebel - †1763
- Ulanenregiment U 2 von 1745/1

*1745 als Rudnicki-Ulanen - †1763
- Ulanenregiment U 3 von 1745/2

*1745 als Bertuszewsky-Ulanen - †1768

## Kurzfristig bestehende „reduzierte“ Regimenter
Das kursächsische Heer wurde in den zahlreichen Kriegen durch neu aufgestellte Regimenter verstärkt, eine entsprechende Liste kann keine Nummerierung wiedergeben, lediglich Hinweise auf das Errichtungsjahr. Hier werden zunächst nur Beispiele aufgeführt
- Reiterregiment Gotha-Grenadiers à cheval 1730

*1730 als Gotha-Grenadiers à cheval - 1731 Prinz Christian-Dragoner - 1733 Gotha-Kürassiere - 1741 Gersdorf - 1745 Dallwitz - †1748 → zusammengelegt mit dem Dragoner-Regiment Rechenberg
- Kürassierregiment Promnitz 1732/1

*1732 als Promnitz-Kürassiere - 1741 O’Byrn - †1748 → zusammengelegt mit dem Kürassierregiment Arnim
- Kürassierregiment Ronnow 1694

*1694 Bünau - 1699 GFM Steinau - 1706 Damnitz - 1712 Johnsten - 1715 Zühlen - 1715 Kriegern - 1734 Arnim - 1734 Nostitz - 1740 Saudring - 1745 Ronnow - †1748 → 3 Kompanien zum Kürassier-Leibregiment, 3 Kompanien zum Kürassierregiment Königlicher Prinz